# Wilhelm Friedrich Wulff

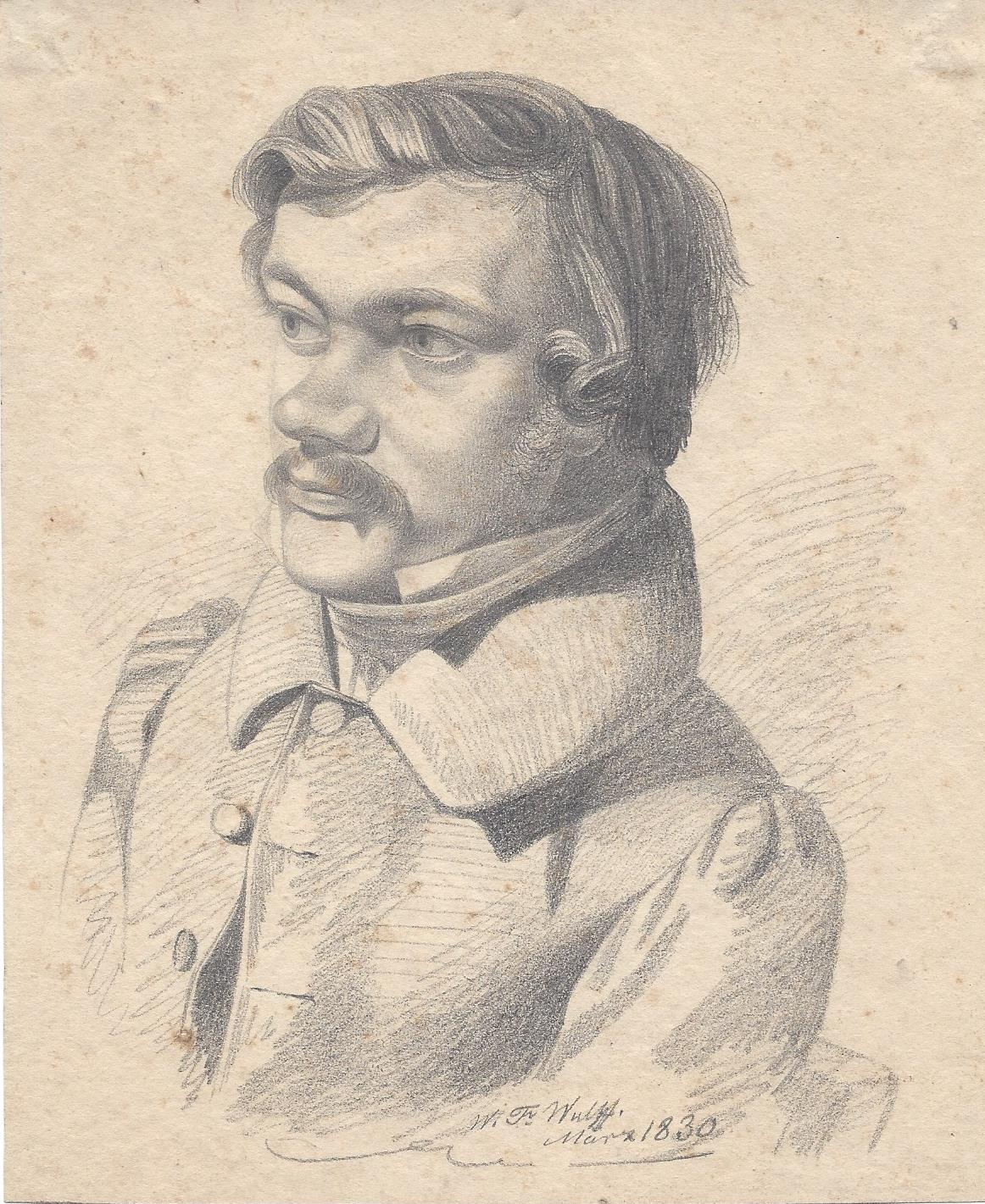
Wilhelm Friedrich Wulff, Selbstporträt, Bleistift, März 1830

Wilhelm Friedrich Wulff (auch Wilhelm Friedrich Wulf; * 23. Februar 1808 in Hamburg; † 18. November 1882 ebenda) war ein deutscher Landschafts- und Marinemaler der Hamburger Schule, Graphiker, Radierer und Lithograf.

## Künstlerischer Werdegang
In Hamburg besuchte er die Zeichenschule von S. Bendixen, um sich ab 1829 in München fortzubilden. In dem darauf folgenden Zeitraum wurde Wulff Mitglied der Hamburger Künstlerkolonie in München und führte kleine Landschaftsbilder in Dorners Manier aus.
Gleichfalls fertigte er Marinebilder im Stil von Schotel an. Wilhelm Friedrich Wulff war Mitglied des Hamburger Künstlervereins von 1832.
Zu seinen, nicht zeitlich zugeordneten Arbeiten, gehören lithografierte Strandansichten sowie als Hauptbild eine Ansicht von Helgoland, um das kleinere Ansichten angeordnet sind. Wegen Verätzung der Druckplatte konnten über die hergestellten Lithografien hinaus keine weiteren Abzüge angefertigt werden.

## Werke
- 1832: Ein angelegter Kahn am See (Öl auf Leinwand, datiert und signiert, 26 cm × 35 cm)[5]
- 1835: Fischerkahn in Blankenese
- 1840: Boot[6]
- 1845: Die St. Paulus-Kirche in Hamburg[7]
- 1845: Die St. Paulus-Kirche in Hamburg[8]
- ca. 1845: Die Alsterarkaden von der Schleusenbrücke aus gesehen
- ca. 1845: Das Postgebäude in Hamburg
- 1849: Bildnis von Peter Simon Brödermann (1775–1849) lithografisch gestaltet[9]
- ca. 1860: Die Neue Nicolai-Kirche in Hamburg
- Die Jacobikirche in Hamburg[10]
- Die St. Katharinen-Kirche in Hamburg[11]
- Unbemanntes Segelschiff mit einem Mast, im… (Partiell mit Tusche lavierte Bleistiftzeichnung)[12]

### Unter dem Namen Wilhelm Friedrich Wulf
- 1840: Stockholmsmotiv[13]